# Сава Поптеофилов
Сава Поптеофилов (изписване до 1945 година: Сава попъ Теофиловъ) е български духовник, участник в църковно-националните борби на българите в Северозападна Македония.

## Биография
Свещеник Сава Поптеофилов е учител в гостиварското положко село Дебреше. В Полога е силна сръбската пропаганда. В годините на Първата световна война, когато районът е освободен от български части Сава Поптеофилов е български екзархийски наместник в Гостивар.